# Саков, Ставр Елевтериевич
Ставр (Ставрион) Елевтериевич Саков (1846—1921) — российский педагог-востоковед и врач.
Родился в 1846 году в греческой семье в османском городе Унье; был турецким подданным. Его появление в России липецкий исследователь С. Ю. Ковалёв связывает с обстоятельствами Крымской войны 1853—1856 гг. 
В 1868 году он окончил Керченскую Александровскую гимназию, в 1869 году — специальные классы Лазаревского института восточных языков. В 1869 году получил российское подданство.
С ноября 1870 года состоял надзирателем в Лазаревском институте, а с сентября 1871 года стал вести в нём практические занятия по турецкому языку при специальных классах (с перерывами, до 1908 года).
В августе 1875 года поступил на медицинский факультета Московского университета, который окончил в мае 1879 года со степенью лекаря и званием уездного врача.
В 1877—1878 годах в качестве армейского врача принимал участие в русско-турецкой войне — в Эриванском отряде генерала А. А. Тер-Гукасова.
В 1879 году работал уездным врачом, а с октября 1879 по март 1883 года состоял сверхштатным врачом в Москве при Шереметьевской больнице и некоторое время был врачом в московском Воспитательном доме и в больнице княгини Гагариной в Сергиево-Паточная (ныне Плавск Тульской области). 
Продолжая работать врачом, в марте 1885 года он был назначен, по избранию, исполняющим должность экстраординарного профессора Лазаревского института; был учителем В. А. Гордлевского. Одновременно, в течение нескольких лет (достоверно, ещё и в 1914 году) исполнял обязанности почётного консула Греции в Москве.
В 1888 году в Москве он женился на уроженке Липецка, дочери отставного поручика из дворян, Анне Николаевне Федцовой. У них родились два сына: Николай (1889—1930) и Александр, оба ставшие лётчиками. В 1890-е годы семья Саковых проживала в Москве, но на лето приезжала в Липецк; жили в доме на Дворянской улице (ныне ул. Ленина) или в небольшом имении неподалеку от ст. Грязи. С. Е. Саков работал курортным врачом на Липецких минеральных водах. 
В 1901 году он оставил преподавательскую деятельность и вместе с семьёй переехал в Липецк, где открыл врачебную клинику. В 1902 году семья Саковых получила дворянство Тамбовской губернии. В октябре 1908 года С. Е. Саков был избран почётным членом Лазаревского института восточных языков.
С октября 1891 года Саков — член-корреспондент Московского археологического общества, с января 1898 года — действительный член был одним из учредителей Восточной комиссии общества. Участвовал в изучении восточных памятников и надписей, входил в комиссию, которой было поручено написать устав Русского археологического института в Константинополе. 